# Coelichneumon formosulus
Coelichneumon formosulus là một loài tò vò trong họ Ichneumonidae.